# Muizenberg (Willemstad)
Muizenberg – dzielnica (wijk) miasta Willemstad w dystrykcie Willemstad, w kraju autonomicznym Curaçao, należącym do Holandii, w Ameryce Południowej. 20 października 2023 r. liczyła 2901 mieszkańców.  

## Osady
W skład dzielnicy wchodzą dwie osady (buurt):
| Lp. | Nazwa           | Powierzchnia km² | Liczba mieszkańców |
| --- | --------------- | ---------------- | ------------------ |
| 1.  | Muizenberg Nobo | 0,74             | 1284               |
| 2.  | Sint Jacob      | 2,49             | 1568               |